# Халіджі (валюта)
Халіджі (араб. خليجي, в перекладі з арабської затока) — нова валюта, яку планується випустити в обіг у 2013 році. Центральний банк планується розмістити у місті Ер-Ріяд. Нову валюту планується використовувати у валютному союзі Саудівської Аравії, Кувейту, Бахрейну і Катару, який має бути створено до січня 2013 року.
Спочатку планувалося, що всі шість країн-членів Ради співпраці арабських держав Перської затоки введуть єдину валюту в 2010 році, але в 2006 році від єдиної валюти відмовився Оман, в 2009 від халіджі відмовилися ОАЕ, а через недостатню гармонізацію національних фінансових систем і нескоординованих антикризових заходів прийнятих членами майбутнього валютного союзу, дату введення єдиної валюти довелося відкласти до 2013 року.
У березні 2010 року чотири країни Ради співробітництва арабських держав Перської затоки зробили крок на шляху до створення єдиної валюти затоки. Саудівська Аравія, Бахрейн, Кувейт і Катар створили валютну раду і обрали її голову. Проте вже у травні, реагуючи на кризу єврозони навесні 2010, на зустрічі глав зовнішньополітичних відомств у місті Джидда (Саудівська Аравія) члени Ради співробітництва арабських держав Перської затоки, куди входять Саудівська Аравія, Кувейт, Бахрейн, Катар, Оман і Об'єднані Арабські Емірати (ОАЕ), відклали обговорення питання про введення єдиної валюти для всіх країн. Міністр закордонних справ Кувейту шейх Мухаммед аль-Сабах підкреслив, що проштовхувати ідею про валютний союз без вивчення наслідків європейських фінансових проблем буде "безвідповідальним". У той же час міністр відзначив, що остаточно від ідеї спільної валюти ніхто не відмовляється.

## Виноски
1. ↑  dunatv.hu Халіджі в 2013
2. ↑  www.arabnews.com
3. ↑  Арабские государства Персидского залива собираются ввести с 2010 года единую валюту. newsland.ru. 21 квітня 2008. Архів оригіналу за 4 липня 2013. Процитовано 23 червня 2009.
4. ↑  Delays may hit currency union (англійською) . Gulfnews.com. 11-12-2006. Архів оригіналу за 02-04-2012. Процитовано 23 червня 2009.
5. ↑  UAE to skip GCC Monetary Union Agreement (англійською) . Gulfnews.com. 20-5-2009. Архів оригіналу за 02-04-2012. Процитовано 2009-6-23. [Архівовано 2012-05-18 у Wayback Machine.]
6. ↑  Deadline for Gulf currency union extended (англійською) . Financial Times. 24-3-2009. Архів оригіналу за 02-04-2012. Процитовано 23 червня 2009.
7. ↑  Арабские государства решили подождать с введением единой валюты. Архів оригіналу за 25 травня 2010. Процитовано 24 травня 2010.

## Дивись також
- Євро
- Франк CFA
- Афро
- Амеро